# Long Distance Voyager
Long Distance Voyager is het elfde studioalbum van The Moody Blues. Het was de langverwachte echte opvolger van Seventh Sojourn dat haast 10 jaar eerder, in 1972, verscheen.

## Opnames en productie
Het album is opgenomen in The Moody Blues' eigen Threshold Studios. Mastering heeft plaatsgevonden bij Strawberry Mastering. Na The Moody Blues' sabbatical was Octave (1978) een verzameling van werken van de soloalbums die de leden uitbrachten. Dat zou bij dit album anders zijn. Mike Pinder vertrok naar de Verenigde Staten om zich verder in het geloof te verdiepen en tijd aan zijn gezin te wijden. Als opvolger werd Patrick Moraz aangesteld of aangetrokken, dat is nooit duidelijk geweest. Destijds was het vreemd dat Moraz die toch had meegewerkt aan het uiterst complexe Relayer (1974) van Yes, zich liet voegen in de "eenvoudige" muziek van de Moodies.

## Ontvangst
De single "Gemini Dream" werd slecht ontvangen door de fans vanwege de discodreun. Wat wel in goede aarde viel waren de drie slotnummers van Ray Thomas. Een inleiding, een gedicht en een finalestuks. "Painted Smile", een Engelse wals, gaat vloeiend over in het gedicht en gaat dan vloeiend over in "Veteran Cosmic Rocker". De laatste track is een van de publiekslievelingen geworden.

## Musici

### Bezetting
- Justin Hayward – zang, gitaar;
- John Lodge – basgitaar, zang;
- Ray Thomas – fluit, mondharmonica, zang;
- Graeme Edge – drums;
- Patrick Moraz – toetsen;

### Aanvullend
- B.J. Cole - slidegitaar.

Producer Pip Williams verzorgde ook de orkestratie van The New World Philharmonic (een gelegenheidsorkest).

## Composities
| Nr. | Titel                                            | Schrijver(s)   | Duur |
| --- | ------------------------------------------------ | -------------- | ---- |
| 1.  | The Voice                                        | Hayward        | 5:11 |
| 2.  | Talking Out of Turn                              | Lodge          | 7:17 |
| 3.  | Gemini Dream                                     | Hayward, Lodge | 4:05 |
| 4.  | In My World (met B.J. Cole)                      | Hayward        | 7:17 |
| 5.  | Meanwhile                                        | Hayward        | 4:07 |
| 6.  | 22.000 Days                                      | Edge           | 5:24 |
| 7.  | Nervous                                          | Lodge          | 5:40 |
| 8.  | Painted Smile                                    | Thomas         | 3:22 |
| 9.  | Reflective Smile                                 | Thomas         | 0:36 |
| 10. | Veteran Cosmic Rocker                            | Thomas         | 3:09 |
| 11. | The Voice (singleversie, bonustrack op remaster) | Hayward        | 4:37 |

- MusicBrainz release group: 82114846-169c-3907-bba3-ddd22db508ec